# Kneippbyn
Kneippbyn est une station thermale et balnéaire en Suède située sur l'île de Gotland devenue une station touristique. 
Le village est situé sur la côte ouest de Gotland à environ trois kilomètres au sud de la ville de Visby. 

## Histoire
Le nom de Kneippbyn vient de Sebastian Kneipp. En 1907, Karl Kallenberg achète un terrain pour établir une station thermale conformément aux directives de Kneipp. Dans les années 1950 et 1960, il n'y avait pas de camping à Kneippbyn et les maisons proposées en location étaient des villas classiques. À partir du milieu des années 1960, l'installation touristique d'aujourd'hui se développe. La maison qui est maintenant une boutique était autrefois un café, et a été déplacée de la falaise à son emplacement actuel à la fin des années 1960. 
Un parc aquatique relativement grand avec huit piscines et seize toboggans se trouve dans la même aire. Dans la région depuis la fin des années 1970, il y a aussi la Villa Villekulla (en) qui a été utilisée dans l'adaptation cinématographique des livres d'Astrid Lindgren sur Fifi Brindacier (en suédois : Pippi Långstrump). 

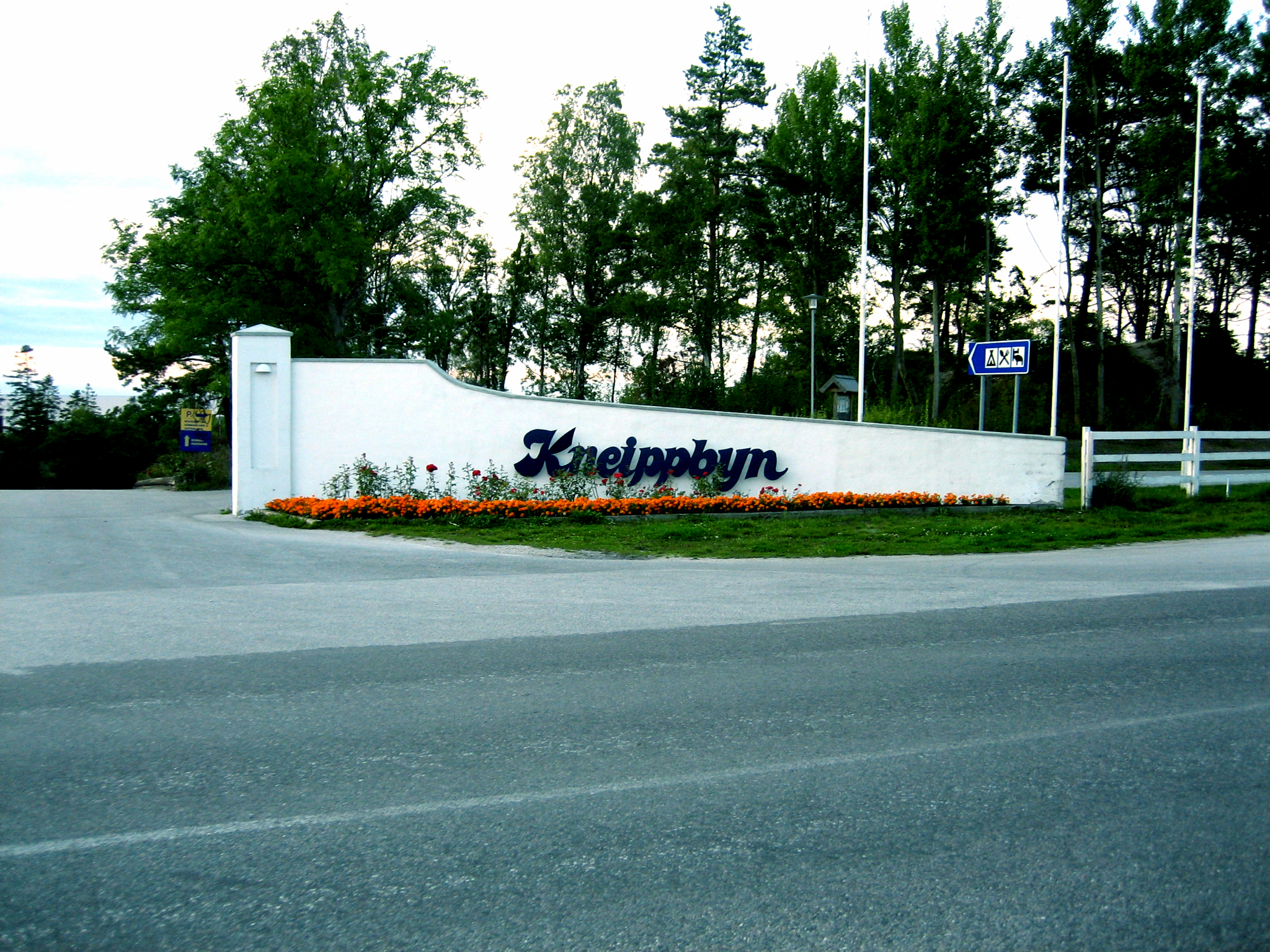
L'entrée de Kneippbyn.
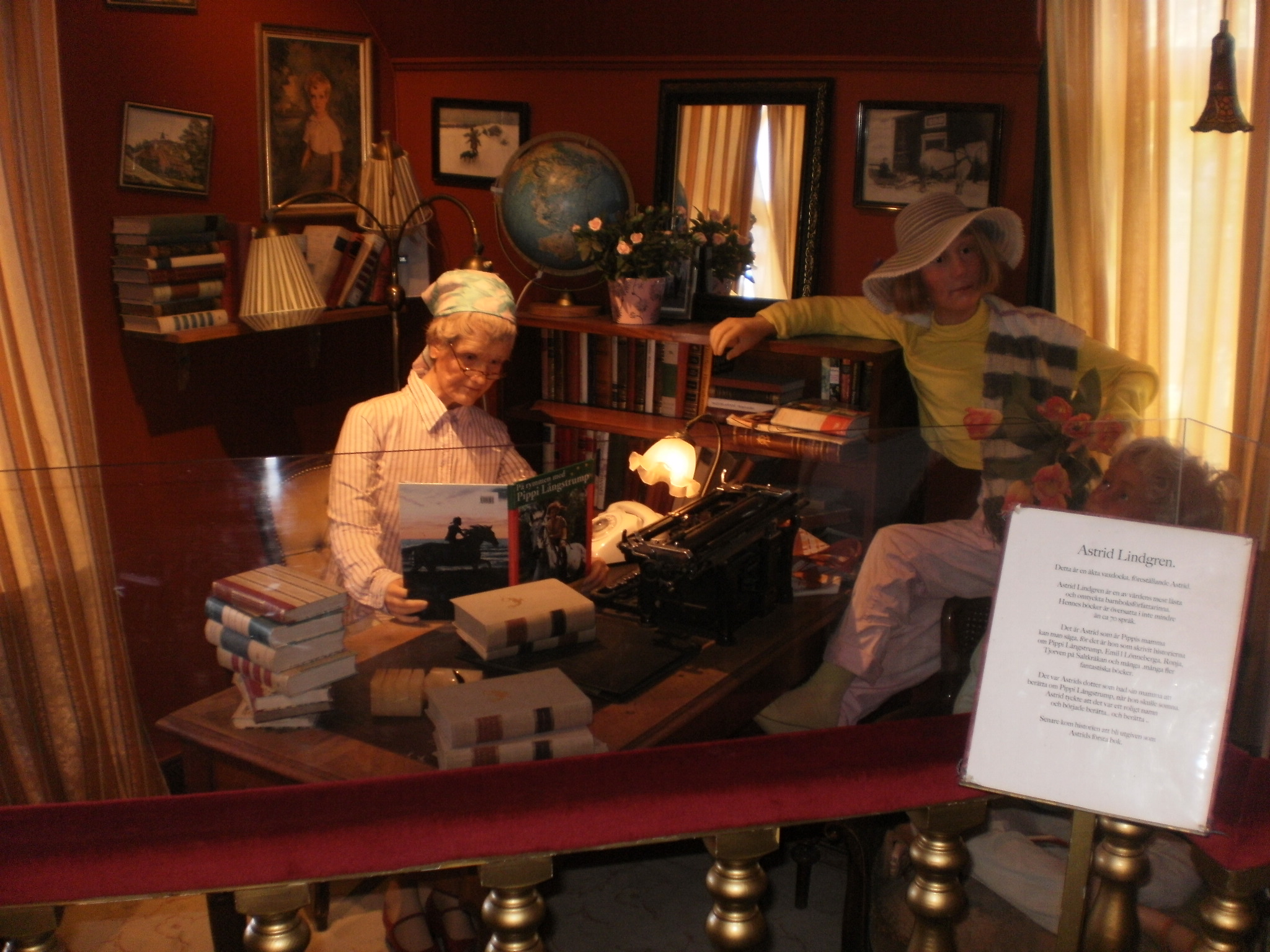
Une représentation d'Astrid Lindgren à Kneippbyn.